# Carapichea lucida
Carapichea lucida är en måreväxtart som beskrevs av J.G.Jardim och Daniela Cristina Zappi. Carapichea lucida ingår i släktet Carapichea och familjen måreväxter. Inga underarter finns listade i Catalogue of Life.